# Asesinato en el Comité Central
Asesinato en el Comité Central (1982) és una pel·lícula escrita i dirigida per Vicente Aranda i basada en una novel·la del mateix nom escrita per Manuel Vázquez Montalbán. És protagonitzada per Patxi Andión i Victoria Abril.

## Argument
Durant una reunió a Madrid del Comitè Central del Partit Comunista d'Espanya, hi ha una breu apagada. Quan la llum torna uns segons més tard, el secretari general, Fernando Garrido, ha estat assassinat, apunyalat en el pit. El govern encarrega el cas a Fonseca, un anticomunista. Santos, el nou líder interí del partit comunista, crida un investigador privat, Pepe Carvalho. Carvalho arriba de Barcelona per fer-se càrrec del cas. Carmela, una militant comunista, és assignada com la seva xòfer i el seu ajudant. Carvalho i Fonseca es reuneixen per intercanviar idees sobre el cas en el qual tots dos estan treballant. No es porten bé. Durant el règim Franquista, Fonseca va perseguir a esquerrans com Carvalho.
Carvalho entrevista a un antic membre de la CIA, que està severament discapacitat després de perdre els braços i les cames al Vietnam, però el vell es nega a col·laborar. Ja que el crim va tenir lloc en un breu període i en la foscor, les sospites se centren en cinc membres del partit comunista: Sepúlveda, Esparza Julvé, Montesa Pérez, Leverder i Ordóñez. Carvalho els entrevista un a un. Ordóñez, el més vell entre ells, és ràpidament descartat per Carvalho i Fonseca, i també ho és Leverder. Durant una lectura pública donada per Leverder, Carvalho és seduït per una periodista. Això és en realitat un parany i Carvalho és drogat i copejat per agents de la CIA que volen saber el que ell ha descobert, però Carvalho encara no té respostes per donar-los. Alliberat pels seus captors, Carvalho torna a l'habitació del seu hotel. Una agent dels països de la cortina de ferro que treballa per al KGB, l'està esperant. Ella també està interessada a trobar al culpable a través de Carvalho, que coqueteja amb ella, però no li dona pistes.
Sepúlveda té la teoria que l'assassí es va guiar en la foscor amb el fum del cigarret de Garrido. No obstant això, Santos confirma que Garrido no estava fumant quan va ser assassinat. L'última fotografia de Garrido i l'examen dels objectes que portava quan va ser assassinat porten a Carvalho a la conclusió que era una insígnia d'una harmònica que portava en la solapa el que va ajudar a l'assassí a trobar a Garrido en la foscor. Esparza Julve, el protegit tant de Garrido com de Santos, tenia grans dificultats econòmiques. Durant un viatge a Alemanya va ser contactat per agents de la CIA per matar el líder comunista per diners. Carvalho confirma la identitat de l'assassí forçant a l'home discapacitat a revelar el que sap. Li omple la boca amb bales i empeny la seva cadira de rodes al carrer enmig del tràfic. Només així li revela a Carvalho la identitat de l'assassí.
Carvalho ha estat coquetejant amb Carmela durant el temps que han compartit. Ella el convida al seu apartament mentre el seu marit i el seu fill estan absents. Quan es comencen a besar, són interromputs per l'agent del KGB, que pressiona a Carvalho una vegada més sobre la seva recerca. En aquest mateix moment el marit de Carmela entra a l'apartament interrompent-ho tot. Carvalho desemmascara a Esparza Julvé com l'assassí. En una nova reunió del Comitè Central, Esparza Julvé veu com els membres del partit comunista, que ara saben de la seva culpabilitat, li giren l'esquena. Llavors tractar de sortir de l'edifici, però és assassinat en la porta pels qui l'havien contractat per assassinar Garrido. Carvalho, amb la seva missió complerta, es dirigeix a l'aeroport portat per Carmela.

## Repartiment
- Patxi Andion: Pepe Carvalho
- Victoria Abril: Carmela
- Conrado San Martín: Santos
- José Vivó: Fonseca
- Héctor Alterio: Sepúlveda
- José Cerro: Esparza Julvé
- José Carlos Plaza: Pérez Montesa
- Miguel Rellán: Leverder